# Henrique de Almeida
Henrique Gonçalves da Silva (Rio de Janeiro, 10 de fevereiro de 1917 – São Paulo, 12 de fevereiro de 1985) foi um compositor, letrista, ritmista, cantor e radialista brasileiro.
Aos sete anos, perdeu o pai e a mãe, sendo por isso criado por sua tia-avó, em Niterói, no Rio de Janeiro. Concluiu o curso primário nessa cidade. Com a morte da tia-avó, passou a viver com a avó materna, no Rio de Janeiro, adotou o nome artístico Henrique de Almeida em sua homenagem. Começou cedo a trabalhar. Durante o dia trabalhava como aprendiz de pintor, enquanto estudava à noite. Aos 19 anos, conseguiu empregar-se nos hotéis Vera Cruz e Rio, que ficavam próximos à Praça Tiradentes, principal reduto dos boêmios da época, passando a freqüentar as rodas de músicos.
Foi membro fundador da SBACEM - Sociedade Brasileira de Autores, Compositores e Escritores de Música, também presidiu o ECAD - Escritório Central de Arrecadação e Distribuição na gestão 1977/1978, foi reeleito para a gestão de 1979/1980.
Faleceu em 12 de fevereiro de 1985 em decorrência de insuficiência cardíaca causada por aneurisma de ventrículo e pelas sequelas de um infarto do miocárdio antigo.

## Obras
A conversa está boa (c/ Nelson Trigueiro)
A louca chegou (c/ Rômulo Paes e Adoniram Barbosa)
Baião de Diamantina (c/ Rômulo Paes)
Balão apagado, marcha (c/ José Roy e Carlos Gonzaga)
Benzinho dos outros (c/ Rômulo Paes)
Brasil, brasileiro (c/ Sebastião Lima)
Camponesa (c/ Sebastião Gomes e A. Boscarino)
Capitão da mata (c/ Gadé e H. de Carvalho)
Cenário de Mangueira (c/ Lupicínio Rodrigues)
Coitadinho do papai, marcha (c/ Augusto Garcez) 
Estou arrependido (c/ Paquito e Orlando Braga)
Exaltação à mulher, marcha (c/ José Roy e José Lima)
Flor do céu (c/ Rômulo Paes)
Gargalhei, samba (c/ Arnô Canegal e Augusto Garcez)
Louco (Ela é meu mundo), samba (c/ Wilson Batista) 
Marcha das floresMuito obrigado (c/ Jorge de Castro)
Não vamos brigar (c/ Paquito e Augusto Garcez)
O caldo vai entornar (c/ Augusto Garcez e C. Ferreira)
O mundo é assim (c/ Lupicínio Rodrigues e Rubens Santos)
Pai Xangô (c/ Estanislau Silva e J. B. de Carvalho)
Pelo amor de Deus (c/ Rômulo Paes e Manezinho Araújo)
Só eu sei (c/ Nelson Trigueiro e Milton de Oliveira)
Tim-tim ó Lalá, baião (c/ Rômulo Paes)
Triste recordação (c/ Sebastião Gomes)
Você não é mais aquela (c/ Paquito e Augusto Garcez)